# Sphaeropteris rufescens
Sphaeropteris rufescens là một loài thực vật có mạch trong họ Cyatheaceae. Loài này được (Mett. ex Kuhn) P.G. Windisch miêu tả khoa học đầu tiên năm 1973.